# مدن (الصومال)
مدن هو موقع آثري في شمال شرقي باري في الصومال.

## نظرة عامة
تقع مدن في وادي مقاطعة اسكوشوبان. تتميز المنطقة بعدد من الآثار، تعود به التقاليد المحلية إلى بلدة أثرية كبيرة. يوجد بين الهياكل القديمة بقايا ثلاث مساجد ضخمة. تحيط بهذه البنايات تقريباً 2.000 قبر، والتي تشبه الأبراج والقبب.